# Kosovo aux Jeux européens de 2015
Le Kosovo a été présent aux Jeux européens 2015, la première édition des Jeux européens, organisée à Bakou, en Azerbaïdjan.

## Médailles
| Sport                   | Discipline | Athlète(s) | Performance | Date |
| Médailles d'or : 0      |            |            |             |      |
| Médailles d'argent : 0  |            |            |             |      |
| Médailles de bronze : 0 |            |            |             |      |